# John Reeberg
John Reeberg est un karatéka néerlandais surtout connu pour avoir remporté l'épreuve de kumite individuel masculin open aux championnats d'Europe de karaté 1978 et l'épreuve de kumite individuel masculin plus de 80 kilos aux championnats d'Europe de karaté 1979.

## Résultats
| Résultat           | Date | Épreuve                   | Catégorie | Compétition                | Ville hôte            |
| ------------------ | ---- | ------------------------- | --------- | -------------------------- | --------------------- |
| Médaille d'or      | 1978 | Kumite individuel open    | Seniors   | Championnats d'Europe 1978 | Genève, en Suisse     |
| Médaille d'or      | 1979 | Kumite individuel + 80 kg | Seniors   | Championnats d'Europe 1979 | Helsinki, en Finlande |
| Médaille de bronze | 1982 | Kumite individuel + 80 kg | Seniors   | Championnats du monde 1982 | Taipei, à Taïwan      |